# 変種
植物学における変種（へんしゅ、英: variety、ラテン語: varietas）は、植物命名規約によって定められた、植物分類における階級の一つ。二名法で記載される学名の後ろに「var.」と省略されて表記される。なお植物新品種保護国際同盟では、変種の語を法律用語として扱っている。
国際動物命名規約では、種小名の後ろにつけられる階級は亜種のみが認められており、変種という階級は認められていない。

## 概要

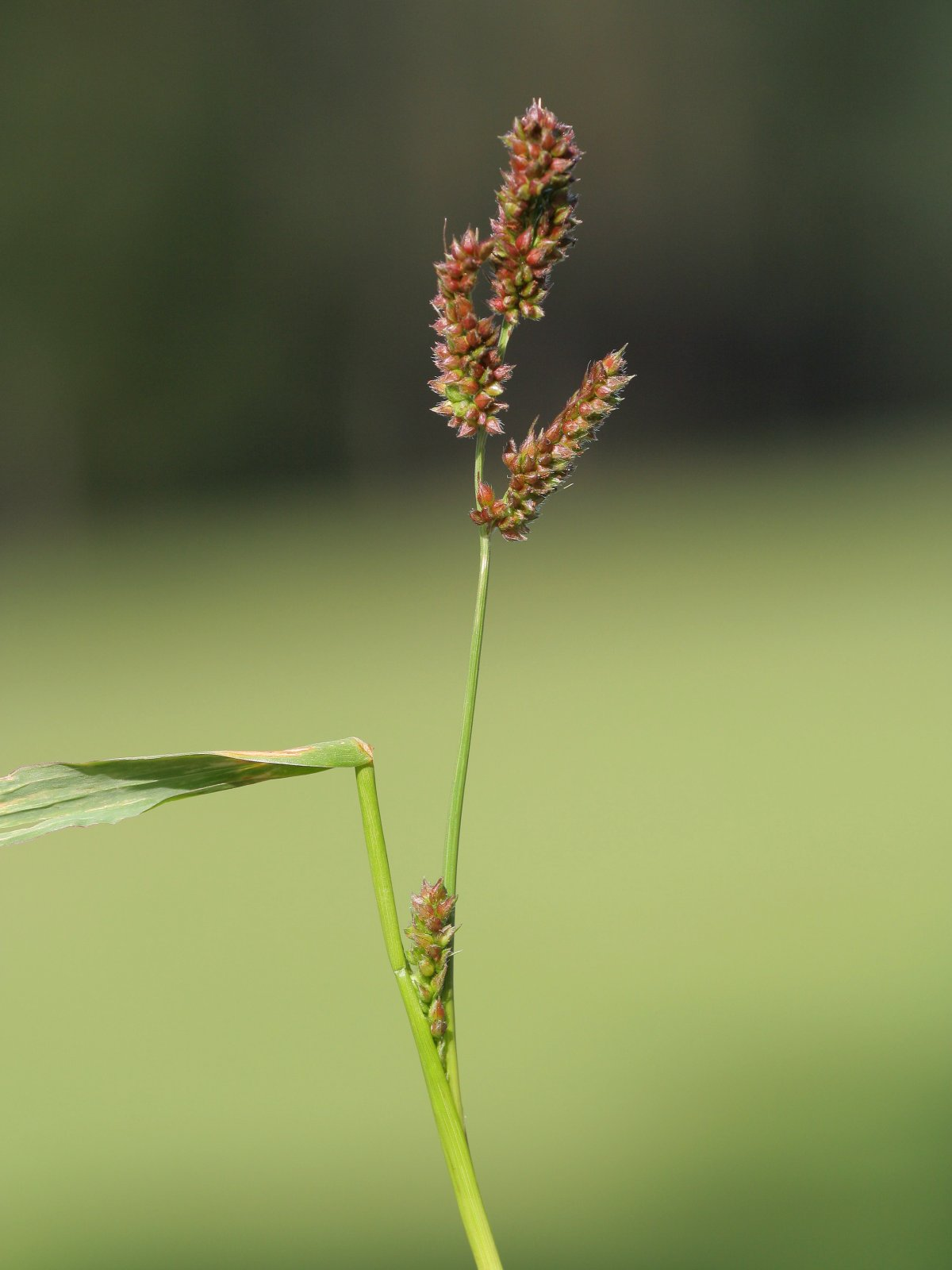
イヌビエ（狭義）

変種は、同じ植物種の他の変種とは区別されるが、異なる変種間でも交雑は可能である。しかし変種間で生態的特性や好適環境が異なる場合もあり、その場合分布域が重ならないこともあるため交雑が起こりづらくなる。例えばイヌビエ、ヒメイヌビエ、ヒメタイヌビエの3変種は、どれも湿性条件に適応して生育するが、ヒメイヌビエは乾燥に比較的強く路傍や畑地などでも生育できるのに対し、ヒメタイヌビエは乾燥に弱く水田でイネと共存する適応性をもつなど、それぞれの変種で生態的に大きく異なる特性を持っていることがある。
また、2種類の変種が同所的に生育し、生殖隔離が起こっていると考えられる場合には、その変種が種に格上げされることが検討されることもある。例えばネコノメソウ属のボタンネコノメソウは、同属のホクリクネコノメの変種として扱われているが、同所的に生育する例があることや形態的な特徴の著しい差異から、別種として扱うべきだと示唆されている。

## 変種の利用

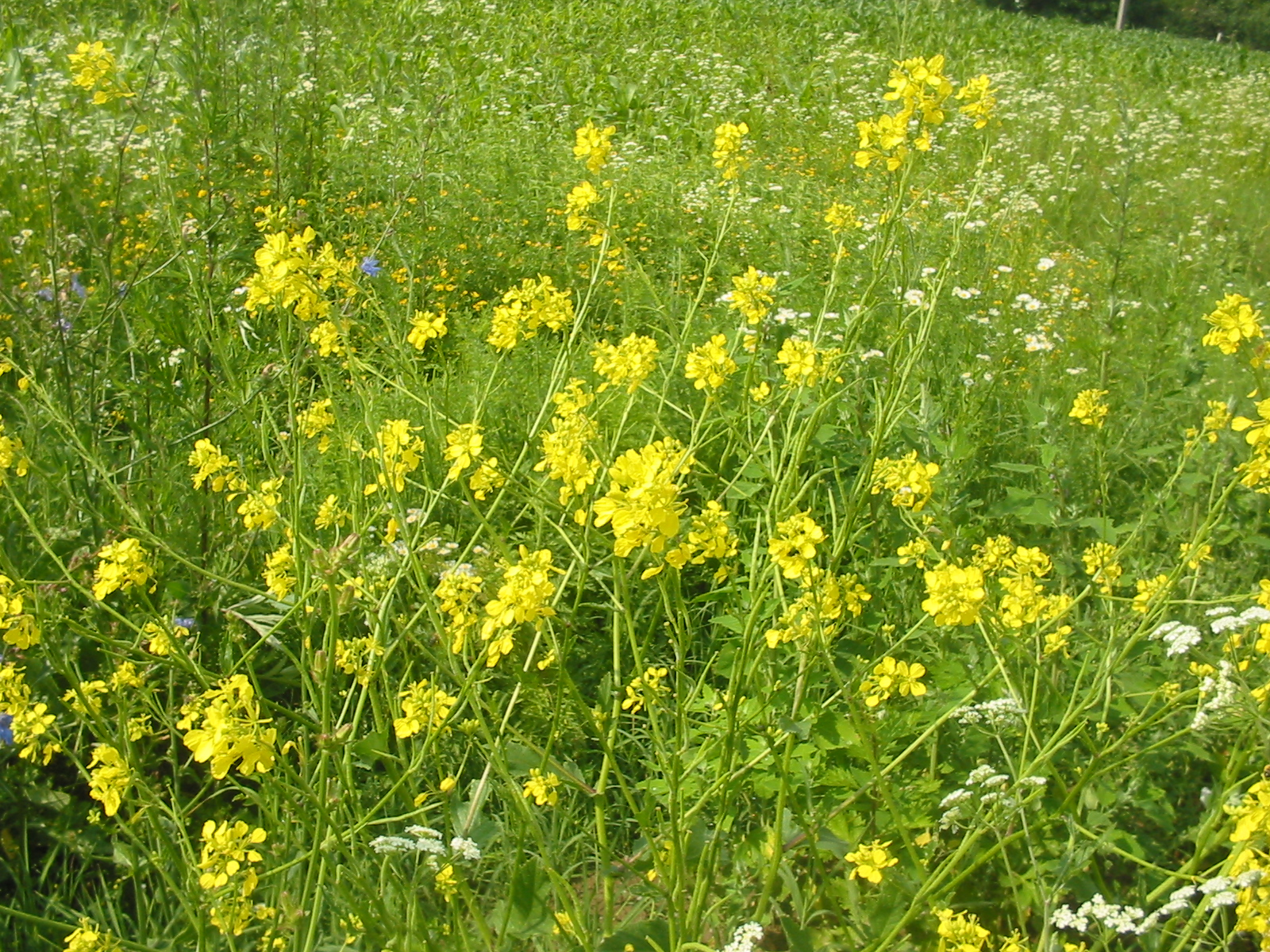
ラパ

変種の中には、作物として非常に重要なものがいくつか含まれている。例えば、アブラナ科のラパは多くの栽培植物の原種であるとされており、その変種としてアブラナやカブ、コマツナ、チンゲンサイ、ハクサイなど重要な作物植物が多く知られている。